# Davenport (Nebraska)
Davenport – wieś w Stanach Zjednoczonych, w stanie Nebraska, w hrabstwie Thayer.